# Erycina linella
Erycina linella är en musselart som beskrevs av Dall 1899. Erycina linella ingår i släktet Erycina och familjen Lasaeidae. Inga underarter finns listade i Catalogue of Life.